# Années 470
Les années 470 couvrent la période de 470 à 479.

## Événements

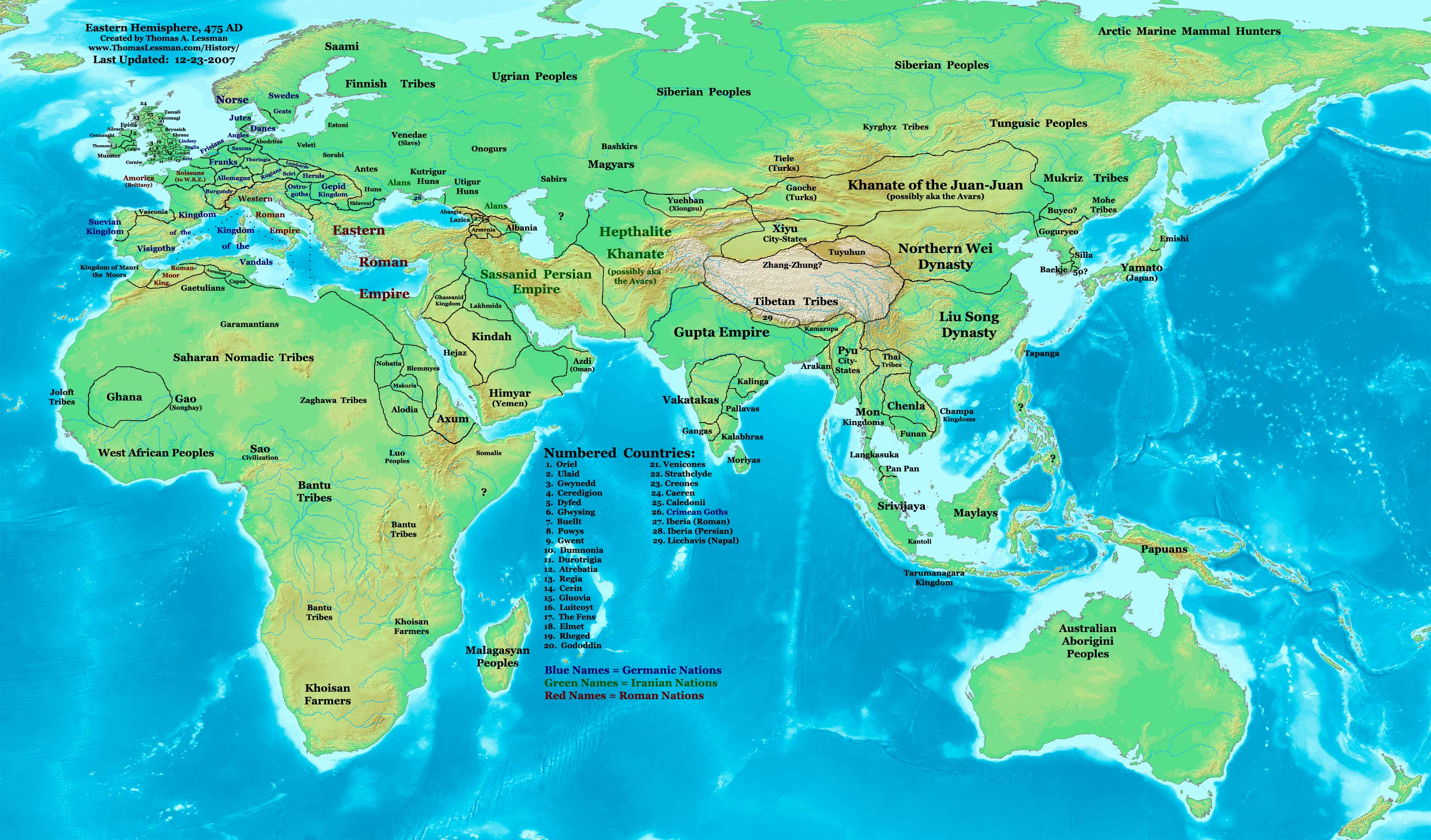
L'hémisphère oriental vers 475

- 468-477 : conquête de l’Espagne par le roi Wisigoth Euric[1].
- Entre 469 et 481 : rédaction du code d’Euric (loi des Wisigoths)[2].
- Après 470 : les Bavarois, peuple germain venu de Russie méridionale, occupent le Tyrol, une partie des Alpes autrichiennes et la vallée du Danube[3].
- 472 : rupture entre Anthémius et Ricimer, qui proclame Olybrius empereur d'Occident ; Anthémius est mis à mort puis Glycérius est mis sur le trône par Gondebaud (473)[4].
- 474 : Julius Nepos, empereur d'Occident[4].
- 474-526 : règne de Théodoric le Grand, roi des Ostrogoths[5].
- Vers 474 ou 475 : le concile d'Arles condamne la doctrine de Lucidus sur la prédestination[6].
- 475 : Julius Nepos cède l'Auvergne aux Wisigoths d'Euric[4].
- 476 : Odoacre dépose Romulus Augustule et met fin à l'Empire d'Occident[4].

- Les Gépides, installés en Roumanie et en Hongrie, occupent de vastes régions à la frontière nord de l’Empire d’Orient de 473 à 504, puis de 536 à 551[7].
- Les Huns blanc envahisent le Gandhâra dans l'Inde du Nord. Sakala devient leur capitale[8].
- Brigitte fonde un couvent de femmes à Kildare en Irlande[9].

## Personnages significatifs
- Anthémius
- Basiliscus
- Euric
- Flavius Oreste
- Genséric
- Glycérius
- Julius Nepos
- Léon II (empereur byzantin)
- Odoacre
- Olybrius
- Romulus Augustule
- Sidoine Apollinaire
- Théodoric le Grand
- Vérine
- Zénon (empereur byzantin)